# Hub Reed
Hubert F. Reed, detto Hub (Harrah, 4 ottobre 1934 – Shawnee, 28 maggio 2024), è stato un cestista statunitense, professionista nella NBA.

## Carriera
Venne selezionato dai Syracuse Nationals al secondo giro del Draft NBA 1958 (13ª scelta assoluta).